# Kilmersdon
Kilmersdon – wieś w Anglii, w hrabstwie Somerset, w dystrykcie (unitary authority) Somerset. Leży 23 km na południowy wschód od miasta Bristol i 163 km na zachód od Londynu. W 2001 miejscowość liczyła 505 mieszkańców.